# 위니 푸
위니 푸(에스토니아어: Winny Puhh)는 1993년 에스토니아 펄바에서 결성된 펑크 록, 헤비 메탈 밴드이다. 밴드의 창립 멤버인 오베, 인드렉, 올라비는 학교 동창으로 서로 알고 지냈다. 2009년, 드러머 올라비 산데르는 잠시 밴드를 떠났고, 그 자리는 크리스트얀이 대신하였다. 이후 올라비가 복귀하면서 현재는 두 명의 드러머가 활동하고 있다. 이들의 공연은 종종 의상을 활용한 퍼포먼스로도 잘 알려져 있다.

## 음악 경력
밴드 이름은 곰돌이 푸(영어: Winnie-the-Pooh)에서 따왔다. 결성 후 13년이 지난 2006년, 이들은 〈Nuudlid ja hapupiim〉(국수와 신우유)이라는 곡으로 에스토니아 라디오 2의 연간 히트곡 순위에 오르며 대중적인 인지도를 얻게 되었다.
2008년에는 〈Vanamutt〉(할머니) 뮤직 비디오가 에스토니아 음악상 후보에 올랐다. 2009년에는 헨리 커르비츠가 〈Peegelpõrand〉(거울 바닥)라는 곡에서 위니 푸와 협업하였으며, 이 곡은 2009년 에스토니아 라디오 2 톱 40 차트에서 456표를 얻어 6위를 기록했다.
2013년, 위니 푸는 유로비전 송 콘테스트 2013의 에스티 라울 선발전에서 〈Meiecundimees üks Korsakov läks eile Lätti〉(우리 동네 사람 코르사코프가 어제 라트비아에 갔다)라는 곡으로 참가하였으며, 비르기트 어이게멜과 그레테 파이아에 이어 3위를 차지했다. 이 곡에 등장하는 캐릭터 미스터 코르사코프와 작가 올라브 루이트라네가 언론 인터뷰에 참석했다. 곡의 확장 버전은 파리에서 열린 릭 오웬스의 패션쇼에서 공연되었다.